# Pro-National Conference Organizations
Die Pro-National Conference Organizations (PRONACO) (dt.: Organisationen für eine nationale Konferenz) ist ein Verbund nigerianischer Organisationen, der sich als Nichtstaatliche Organisation zum Ziel gesetzt hat, eine unabhängige nationale Konferenz in Nigeria einzuberufen. Sie wurde nach zahlreichen Konsultationen, die bis auf das Jahr 1989 zurückgehen, im Jahr 2004 ins Leben gerufen und umfasst heute etwa 300 verschiedene Organisationen, wie Unternehmen, Berufsverbände, akademische Institutionen, Gewerkschaften, Frauengruppen, religiöse Vereinigungen, ethnische Organisationen, zivilgesellschaftliche Gruppen oder Wohlfahrtsverbände. Prominente Mitglieder sind der Menschenrechtler Bekololari Ransome-Kuti († 2006) und der Schriftsteller Wole Soyinka. Gegenwärtig wird die PRONACO durch Chief Anthony Enahoro geleitet.

## Ziele
PRONACO hat sich zum Ziel gesetzt, eine Verfassung für Nigeria auszuarbeiten, die den Konsens aller gesellschaftlichen Gruppen umfasst. Sie will durch Partizipation und Ausgleich zwischen den Interessengruppen politische Transparenz schaffen, welche die Grundlage eines Vertrauens der Bevölkerung in die politische Führung bildet. Somit steht nicht weniger als eine Neudefinition der nigerianischen Union an, welche auf eine wahrhaft demokratische Grundlage gestellt werden soll, die ihr nach Ansicht der PRONACO bislang verwehrt war. PRONACO betrachtet die derzeitige Verfassung und Demokratie als Ergebnis eines Interessenausgleichs einflussreicher Lobbys, der weitgehend unter Ausschluss großer Bevölkerungsteile stattgefunden hat.

## Wichtige Ereignisse
Die Aktivitäten der PRONACO veranlassten den nigerianischen Präsidenten Olusegun Obasanjo seinerseits eine nationale Reformkonferenz einzuberufen, die im Jahre 2005 in Abuja stattfand und die von der PRONACO boykottiert wurde. Die unnachgiebige Haltung der PRONACO und die Verweigerung eines Dialoges mit der Regierung wurde von der nigerianischen Presse heftig kritisiert. Ergebnisse im Sinne einer Verfassungsänderung, oder der Umstrukturierung politischer Institutionen hat diese Konferenz indessen nicht hervorgebracht. Der Tod von Bekololari Ransome-Kuti, der eine Führungskrise auslöste, führte zu einem weiteren Verlust von Legitimität in den Augen vieler Nigerianer.